# Davis-Bucht
Die Davis-Bucht ist eine rund 20 Kilometer breite Bucht zwischen Kap Cesney und der Lewis-Insel an der Clarie-Küste des ostantarktischen Wilkeslands. 
Entdeckt wurde sie im Rahmen der Australasiatischen Antarktisexpedition (1911–1914) unter der Leitung des australischen Polarforschers Douglas Mawson. Benannt ist sie nach dem australischen Navigator John King Davis (1884–1967), dem Kapitän des Schiffs Aurora bei dieser Forschungsreise. 